# Grímur háleyski Þórisson
Grímur háleyski Þórisson (apelidado de o de Halogalândia n. 822) foi um víquingue norueguês e um dos primeiros colonizadores de Borgarfjörður na Islândia. Era filho de Þórir Gunnlaugsson (n. 796) e irmão de Hrómundur Þórisson. De acordo com Landnámabók, Skalla-Grímr Kveldulfsson concedeu-lhe terras a sul do fiorde e os dois irmãos cresceram juntamente com Ingimundur Þorsteinsson, enquanto irmãos adoptivos. Grímur foi capitão do dracar de Skalla-Grímr.

## Herança
Casou-se com Svanlaug Þormóðsdóttir (n. 826), filha de Þormóður Bresason (n. 800) de Akranes. Desse relacionamento nasceram Helgi (n. 850) e Úlfur Grímsson de Geitlandi.